# カシュパル・マリア・シュテルンベルク

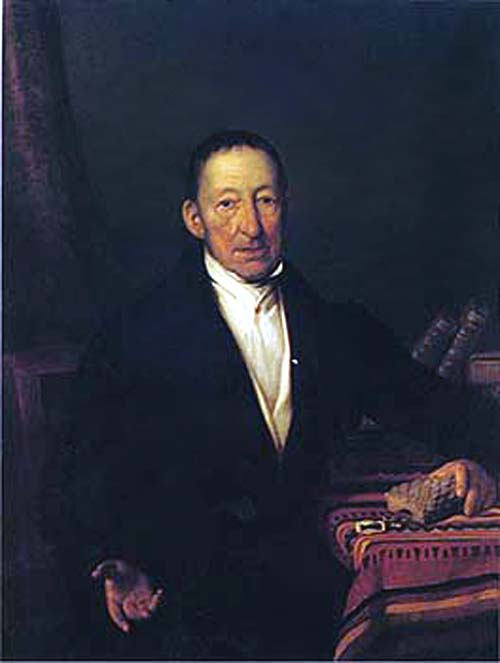
カシュパル・マリア・シュテルンベルク

カシュパル・マリア・シュテルンベルク（Kaspar Maria Graf Sternberg、Casparとも、チェコ語表記: hrabě Kašpar Maria Šternberk、1761年1月6日 - 1838年12月20日）は、ボヘミアの神学者、政治家、鉱物学者、植物学者である。プラハの国立博物館のもとになった博物館、Gesellschaft des vaterländischen Museums in Böhmen、の創立者とされる。

## 略歴
プラハの伯爵の家の3人兄弟の末子に生まれた。11歳から聖職者の道に進み、1778年からローマの神学校で司祭となるための訓練を受けた。課業が終了した後に1年間、ローマ、ナポリを旅した後、1783年からレーゲンスブルクで聖職者として働き始めた。1785年にレーゲンスブルクの聖堂の主任を務めた。
フランス革命とその後のフランスとドイツとの戦争によって、政治的な活動をすることとなった。マインツ選帝侯の宰相となる司教カール・テオドール・フォン・ダールベルクのもとで働き、レーゲンスブルクの領主トゥルン・ウント・タクシス家のために大使などを務めた。ダールベルクとともにナポレオン支持を示すために1804年にパリでのナポレオンの戴冠式に参加し、統領政府以来の外務大臣タレーランとの交渉にも参加した。
博物学の分野では1790年代から植物学の研究を始め、植物学者ダーフィット・ハインリヒ・ホッペが設立したレーゲンスブルク植物学会の事務長に1799年に就いた。1804年に植物園を作り、1806年にレーゲンスベルク自然科学アカデミーを設立し会長となった。パリ滞在中には多くの学者とも交流した。
ダールベルクが力を失い、教会での地位を維持することが困難となったので、ボヘミアに移ることを決めた。ボヘミアの科学的、文化的な地位を高めるためにヨーロッパの学者と交流し、1818年に博物館を創設して館長となった。
古生物学分野の研究を行い、分類学に貢献した。
1818年にドイツの科学アカデミー・レオポルディーナの会員に選ばれた。

## 著作

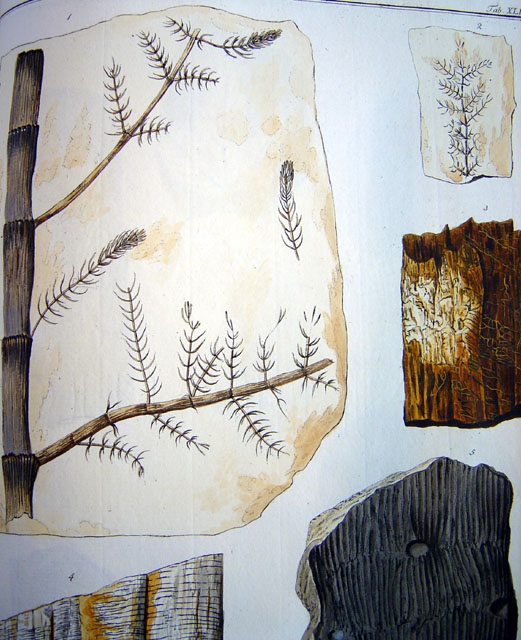
植物化石（トクサ）

- Abhandlung über die Pflanzenkunde in Böhmen (rwo volumes 1817-1818) - Treatise on the botany of Bohemia.
- Briefwechsel (1820-1832) - (Correspondence) Johann Wolfgang von Goethe, Kaspar von Sternberg.[1][2]
- Versuch einer geognostisch-botanischen darstellung der flora der vorwelt (アウグスト・カール・ヨーゼフ・コルダと共著, 1820-1825; two volumes) - Attempt at a geognosy-botanical description of primordial flora.[3]
- Ausgewählte Werke des Grafen Kaspar von Sternberg, 1902 - Selected works of Count Kaspar von Sternberg.
- Leben des Grafen Kaspar von Sternberg, 2010 - The life of Count Kaspar von Sternberg.